# Darwen (estação ferroviária)
A estação ferroviária de Darwen serve a cidade de Darwen, no borough de Blackburn with Darwen, condado não-metropolitano de Lancashire, Inglaterra. Foi inaugurada em 1847 pela Bolton, Blackburn, Clitheroe & West Yorkshire Railway, que foi posteriormente adquirida pela Lancashire and Yorkshire Railway. Agora é servida pela Northern Trains, na Ribble Valley Line, de Manchester Victoria/Bolton para Blackburn e para Clitheroe.
Darwen está situada entre as colinas de East Lancashire. A chegada ou partida em direção a Bolton envolve a jornada através do longo Túnel Sough, com 1 843 m de comprimento.

## História
A linha ferroviária entre Blackburn (Bolton Road) e Bolton foi construída pela Blackburn, Darwen and Bolton Railway, mas havia se fundido com a Blackburn, Clitheroe and North Western Junction Railway para formar a Bolton, Blackburn, Clitheroe and West Yorkshire Railway quando a primeira seção, de Blackburn a Sough (posteriormente estação Spring Vale, incluindo a estação Over Darwen (hoje Darwen), a 6,8 km de Blackburn, foi inaugurada em 3 de agosto de 1847. A estação foi renomeada para a nomenclatura atual em 1 de dezembro de 1883.
As estações vizinhas que também serviam a área, em Lower Darwen e Spring Vale, foram fechadas em 1958. A estação sobrevivente mais próxima agora é Entwistle, ao sul.

## Facilidades
A estação possui duas plataformas. É um dos dois únicos pontos de passagem na parte da rota de Blackburn a Bolton, mas os trens normalmente cruzam aqui apenas nos períodos de pico da manhã e da noite. O loop foi estendido em comprimento por uma milha (1,6 km) de cada lado da estação durante um bloqueio de engenharia de seis semanas em julho e agosto de 2015, para aumentar a capacidade da linha e permitir a operação de um serviço de meia hora (conforme especificado no novo contrato de franquia da Northern, que entrou em vigor em abril de 2016).
Darwen, atualmente, não possui funcionários. Conta com abrigos de espera em cada plataforma e o acesso sem degraus está disponível para ambas. Máquinas de bilhetes estão disponíveis, bem como displays de informações à respeito do funcionamento dos trens.

## Serviços
Desde a mudança de horários de dezembro de 2017, o serviço durante a semana e aos sábados para Blackburn (direção norte) e para Bolton e Manchester Victoria (direção sul) agora é de meia hora durante todo o dia.  Trens alternativos para o norte continuam até Clitheroe, enquanto quase todos os trens para o sul continuam além de Manchester, para Rochdale. Aos domingos, o serviço é geralmente de hora em hora para Clitheroe e Manchester.